# Summonte
Summonte – miejscowość i gmina we Włoszech, w regionie Kampania, w prowincji Avellino.
Według danych na 1 stycznia 2022 roku gminę zamieszkiwało 1488 osób (743 mężczyzn i 745 kobiet).